# Jastrzębiec sabaudzki
Jastrzębiec sabaudzki (Hieracium sabaudum L.) – gatunek rośliny z rodziny astrowatych. Rodzime obszary jego występowania to część Europy i Azji (Turcja, Azerbejdżan)